# 克季河

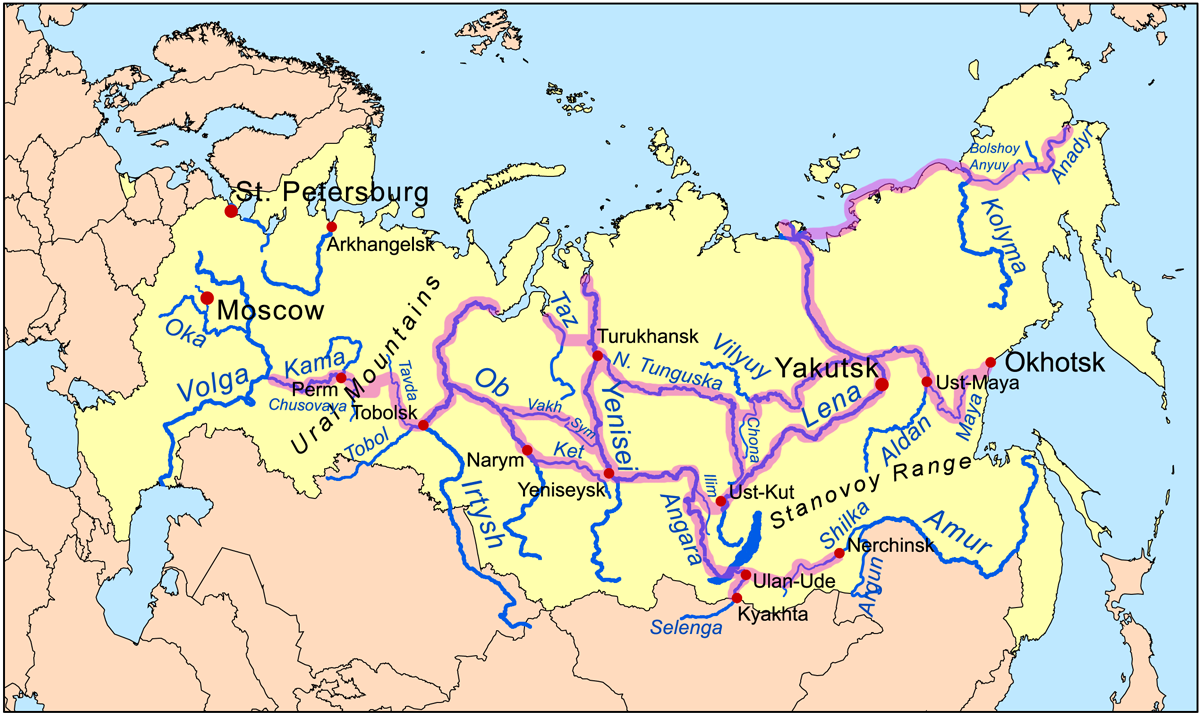
西伯利亞河道

克季河（俄语：Кеть），或凱特河，是北亞西伯利亞的一條河流，屬於鄂畢河的右支流，現屬俄羅斯聯邦內克拉斯諾亞爾斯克邊疆區和托木斯克州。河道全長1,621公里，流域面積94,200平方公里，河道在10月底至5月初結冰。